# Distretto di Shibetsu
Il distretto di Shibetsu (標津郡?) è uno dei distretti della Sottoprefettura di Nemuro, Hokkaidō, in Giappone.
Attualmente comprende i comuni di Nakashibetsu e Shibetsu.